# ロヴラン
ロヴラン（クロアチア語: Lovran）またはラウラーナ（イタリア語: Laurana）はクロアチアのイストリア半島にある町およびそれを中心とした基礎自治体である。クヴァルネル湾西岸に位置し、2001年の国勢調査による人口は3,241人であった。
町の名称は紋章に描かれているゲッケイジュ（ローレル、Laurus nobilis）に由来する。イストリア半島東岸ではもっとも古くからある集落のうちの一つで、中世初期にはアドリア海北部の重要な都市域であり造船の中心であった。近隣のトリエステやプーラ、リエカと言った港湾都市の開発が進むとロヴランの重要性は失われていった。しかしながら、19世紀半ばになるとオーストリア＝ハンガリー帝国の貴族たちの流行りのリゾート地として有名になる。それ以来、観光地としての伝統を保っており現在でも著名なリゾート地として町の経済の柱となっている。ロヴランには豊かな文化や歴史遺産がある。教区教会のユリヤ教会には中世のフレスコやグラゴール文字の碑があり、14世紀の聖ゲオルギルスの塔が旧市街にある。素朴な雰囲気と建物で構成され、周辺部はヴィラとともに公園や緑地が広がる。